# Ернст Л. Фройд
Ернст Л. Фройд (нім. Ernst L. Freud, нар. 6 квітня 1892 року, Відень — 7 квітня 1970 року, Лондон) — австрійський архітектор та четверта дитина від шлюбу фундатора психоаналізу Зигмунда Фройда й Марти Бернайс. У 1920 році в честь обранки Ернст Фройд додав ініціал Л. до імені, внаслідок чого середній ініціал став означати Люсі, а не Людвіг, як часто припускається.

## Життя
У 1920 році Ернст Фройд заснував власну фірму в Берліні, де більшість, ймовірно через славу батька, клієнтів були лікарі. Головна частина замовлень була пов'язана з будинками та консультаційними кабінетами, які переважно створювались у стилі ар-деко, але після 30-тих перейшов на сучасний стиль, демонструючи вплив Міс ван дер Рое. Як приклад можна навести сигаретну фабрику в Берліні та будинок для доктора Франка у Гельтові під Потсдамом. Доктор Франк був керуючим Deutsche Bank, поки не був змушений відмовитися від посади в 1933 і вирушити у вигнання в 1938.
У 1933 році, з приходом до влади нацистів, Ернст Фройд поїхав із Берліна до Лондона, де оселився у Сент-Джонс-Вуд. Там було отримано низку замовлень на будівництво приватних будинків та багатоквартирних хмарочосів у районі Гемпстеда, включаючи знаменитий Фрогнал Клоуз у 1938 році, Бельведер Корт, Літтелтон Роуд та консультаційний кабінет для Мелані Кляйн. Ернст Фройд, його дружина та діти стали натуралізованими британськими підданими наприкінці серпня 1939.
У 1938 році батьки Ернста Фройда і молодша сестра Ганна Фройд приєдналися до родини в Лондоні й переїхали до будинку в Гемпстеді, який Ернст перебудував задовго, включаючи створення заскленої садової кімнати. Сьогодні у цьому будинку знаходиться музей Фройда. Після смерті Зигмунда Фройда 1939 року Ернст Фройд організував похорон у крематорії Голдерс Грін. Ернст також пізніше спроєктував мармуровий цоколь, на якому було встановлено урну батька.
Останні три роки свого життя, після серцевого нападу, який змусив його піти з посади архітектора, Фройд присвятив себе редагуванню листування свого батька — проєкт, який довгий час був його вільним заняттям. Він був редактором книги «Листи Зигмунда Фрейда», опублікованої в Нью-Йорку в 1960 році, і співредактором книги «Психоаналіз і віра: листи Зігмунда Фройда та Оскара Пфістера», опублікованої в Нью-Йорку в 1964.